# Bestiário
Bestiário é um tipo de literatura descritiva do mundo animal, as bestas, muito comum nas classes monásticas do medievo. Eram catálogos manuscritos realizados por monges católicos que reuniam informação sobre animais reais e fantásticos, tal como o aspecto, o habitat em que viviam, o tipo de relação que tinham com a natureza e a sua dieta alimentar. A maioria dos bestiários foi escrita durante a baixa Idade Média, e eram acompanhados de mensagem moralizadora.

## Origem dos bestiários

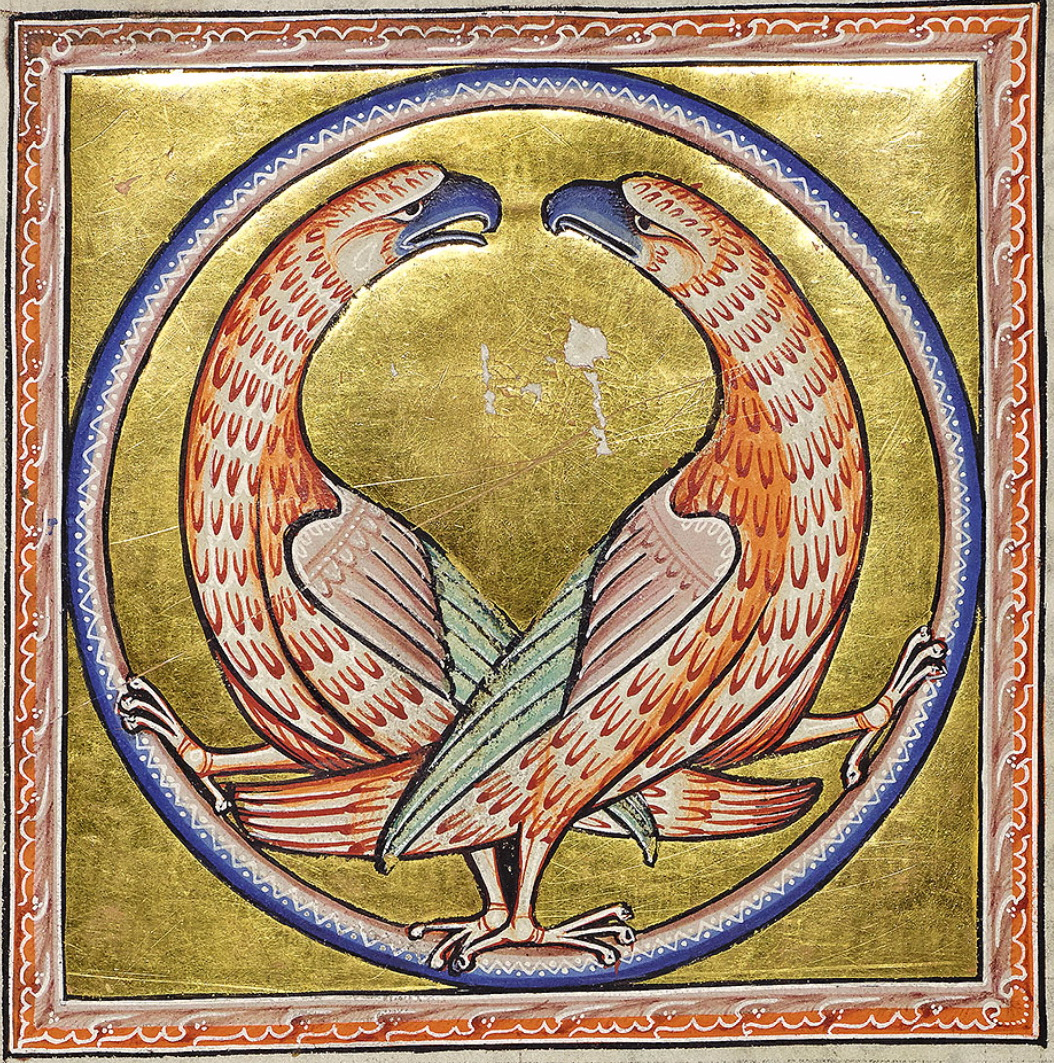
Abutres numa iluminura do Bestiário de Aberdeen, séc. XIII.

O bestiário é uma forma de texto descritivo de criaturas naturais e fantásticas, com interpretação moralizadora, que deriva directamente do Fisiólogo. Embora o manuscrito antigo originário deste género pertença ao séc. III, é só no séc. XII, muito mais tarde, que a classe monástica ilustrada vai estabelecer este tipo de composição. No período intermédio a tradição monástica fez cópias do Fisiólogo, traduzido para o Latim, de que o Fisiólogo de Berna Codex Bongarsianus 318, manuscrito ilustrado que data de seis séculos a seguir ao original, é a cópia mais famosa. Ainda neste período, o Fisiólogo foi traduzido para muitos idiomas do médio oriente, como o etiópico, o siríaco, o arménio e o árabe. Na Europa foi traduzido para o Latim, e como bestiário conseguiu estabelecer-se nas antigas literaturas germânica, francesa, espanhola, anglo-saxónica, islandesa e valdense. Tornando-se assim amplamente divulgado e conhecido.

## Natureza dos bestiários

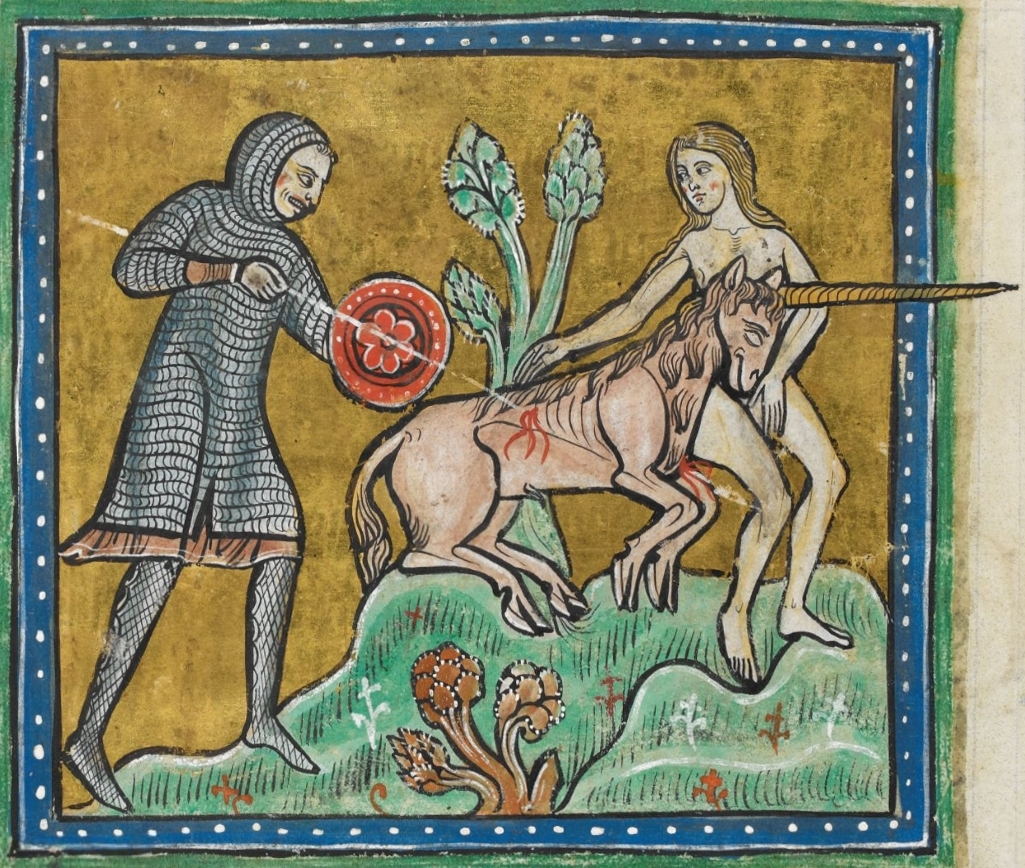
A caça ao Unicórnio numa iluminura do Bestiário de Rochester, séc. XIII.

Os bestiários eram livros alegóricos, por vezes claramente humorísticos e fantasiosos, em cuja informação, tal como acontece com o Fisiólogo, não derivava de conhecimento científico ou experimental, ou de observação no terreno das criaturas que eram descritas. E isto de tal modo que algumas das representações dos animais que não pertencem ao mundo da fantasia, como acontece com o abutre, não correspondiam à realidade da natureza. É o caso da iluminura com dois abutres opostos num círculo, no Abutre do Bestiário de Aberdeen, em que estes mais se parecem com duas águias, porque os iluminadores provavelmente não conheciam a ave que desenhavam. Muitos destes manuscritos eram iluminados e tinham como objectivo estimular e conduzir a imaginação, de modo a estabelecer paralelos identificáveis entre os supostos mundo natural e mundo supra natural. O unicórnio dá bom exemplo disto no Bestiário de Rochester, cuja representação da sua caça se afigurava como um meio prodigioso para demonstrar o poder ilimitado de uma virgem. Dizia-se do unicórnio que não conseguia dominar-se de modo nenhum, tal era a sua desconfiança em relação ao homem, e que só perante a pureza de uma virgem era possível acalmá-lo para trazê-lo à proximidade da lança, e assim se conseguir caçá-lo.

## Mensagem dos bestiários
Tomando o Fisiólogo como exemplo e modelo, Santo Ambrósio de Milão e Santo Isidoro de Sevilha, este último conhecido por ser o primeiro compilador medieval, aumentaram o conteúdo religioso com referências a passagens da Bíblia e da Septuaginta. Estes dois santos, assim como muitos outros autores que se seguiram, foram aumentando e modificando modelos anteriores a si, refinando assim o conteúdo moral sem se preocuparem com os factos da realidade natural. No entanto, estas descrições fantásticas sem paralelo na natureza eram lidas por muitos e consideradas verdadeiras, e foram sendo incluídas nos bestiários, de que o Bestiário de Aberdeen é um dos melhores exemplos. 

## Jogos modernos
Atualmente, os jogos de RPG eletrônicos e analógicos criam os seus próprios bestiários a partir da imaginação dos autores e dos bestiários escritos por monges. São utilizados para criar mundos imaginários, mais detalhados e com maior diversidade de desafios aos jogadores.

## Ligações internas
- Peridéxion
- Fisiólogo